# Campeonato Mundial de Judô de 2005
O Campeonato Mundial de Judô 2005 foi realizado na cidade do Cairo, Egito entre os dias 8 e 11 de setembro de 2005.

## Medalhistas

### Masculino
| Event                | Ouro                       | Prata                      | Bronze                   |
| -------------------- | -------------------------- | -------------------------- | ------------------------ |
| Ligeiro (60 kg)      | Craig Fallon (GBR)         | Ludwig Paischer (AUT)      | Cho Nam-Suk (KOR)        |
| Ligeiro (60 kg)      | Craig Fallon (GBR)         | Ludwig Paischer (AUT)      | Nijat Shikhalizade (AZE) |
| Meio Leve (66 kg)    | João Derly (BRA)           | Masato Uchishiba (JPN)     | Arash Miresmaili (IRI)   |
| Meio Leve (66 kg)    | João Derly (BRA)           | Masato Uchishiba (JPN)     | Miklós Ungvári (HUN)     |
| Leve (73 kg)         | Ákos Braun (HUN)           | Francesco Bruyere (ITA)    | Kiyoshi Uematsu (ESP)    |
| Leve (73 kg)         | Ákos Braun (HUN)           | Francesco Bruyere (ITA)    | Gennadiy Bilodid (UKR)   |
| Meio Médio (81 kg)   | Guillaume Elmont (NED)     | Abderahmane Benamadi (ALG) | Takashi Ono (JPN)        |
| Meio Médio (81 kg)   | Guillaume Elmont (NED)     | Abderahmane Benamadi (ALG) | Roman Gontyuk (UKR)      |
| Médio (90 kg)        | Hiroshi Izumi (JPN)        | Ilias Iliadis (GRE)        | Mark Huizinga (NED)      |
| Médio (90 kg)        | Hiroshi Izumi (JPN)        | Ilias Iliadis (GRE)        | Andrey Kazusenok (BLR)   |
| Meio Pesado (100 kg) | Keiji Suzuki (JPN)         | Vitaly Bubon (UKR)         | Dmitri Kabanov (RUS)     |
| Meio Pesado (100 kg) | Keiji Suzuki (JPN)         | Vitaly Bubon (UKR)         | Luciano Corrêa (BRA)     |
| Pesado (+100 kg)     | Aleksandr Mikhailine (RUS) | Yasuyuki Muneta (JPN)      | Pierre Robin (FRA)       |
| Pesado (+100 kg)     | Aleksandr Mikhailine (RUS) | Yasuyuki Muneta (JPN)      | Lasha Gujejiani (GEO)    |
| Open                 | Dennis van der Geest (NED) | Tamerlan Tmenov (RUS)      | Juri Rybak (BLR)         |
| Open                 | Dennis van der Geest (NED) | Tamerlan Tmenov (RUS)      | Yohei Takai (JPN)        |

### Feminino
| Event              | Ouro                  | Prata                     | Bronze                        |
| ------------------ | --------------------- | ------------------------- | ----------------------------- |
| Ligeiro (48 kg)    | Yanet Bermoy (CUB)    | Frédérique Jossinet (FRA) | Alina Dumitru (ROM)           |
| Ligeiro (48 kg)    | Yanet Bermoy (CUB)    | Frédérique Jossinet (FRA) | Soraya Haddad (ALG)           |
| Meio Leve (52 kg)  | Li Ying (CHN)         | Yuki Yokosawa (JPN)       | An Kum-Ae (PRK)               |
| Meio Leve (52 kg)  | Li Ying (CHN)         | Yuki Yokosawa (JPN)       | Telma Monteiro (POR)          |
| Leve (57 kg)       | Kye Sun-Hui (PRK)     | Yvonne Bönisch (GER)      | Sabrina Filzmoser (AUT)       |
| Leve (57 kg)       | Kye Sun-Hui (PRK)     | Yvonne Bönisch (GER)      | Khishigbatyn Erdenet-Od (MGL) |
| Meio Médio(63 kg)  | Lucie Decosse (FRA)   | Ayumi Tanimoto (JPN)      | Driulis González (CUB)        |
| Meio Médio(63 kg)  | Lucie Decosse (FRA)   | Ayumi Tanimoto (JPN)      | Urška Žolnir (SLO)            |
| Médio(70 kg)       | Edith Bosch (NED)     | Gévrise Emane (FRA)       | Catherine Jacques (BEL)       |
| Médio(70 kg)       | Edith Bosch (NED)     | Gévrise Emane (FRA)       | Rasa Sraka (SLO)              |
| Meio Pesado(78 kg) | Yurisel Laborde (CUB) | Sae Nakazawa (JPN)        | Claudia Zwiers (NED)          |
| Meio Pesado(78 kg) | Yurisel Laborde (CUB) | Sae Nakazawa (JPN)        | Céline Lebrun (FRA)           |
| Pesado (+78 kg)    | Tong Wen (CHN)        | Karina Bryant (GBR)       | Anne-Sophie Mondière (FRA)    |
| Pesado (+78 kg)    | Tong Wen (CHN)        | Karina Bryant (GBR)       | Maki Tsukada (JPN)            |
| Open               | Midori Shintani (JPN) | Karina Bryant (GBR)       | Carola Uilenhoed (NED)        |
| Open               | Midori Shintani (JPN) | Karina Bryant (GBR)       | Anne-Sophie Mondière (FRA)    |

### Quadro de Medalhas
| Ordem | País            | Medalha de ouro | Medalha de prata | Medalha de bronze | Total |
| ----- | --------------- | --------------- | ---------------- | ----------------- | ----- |
| 1     | Japão           | 3               | 5                | 3                 | 11    |
| 2     | Países Baixos   | 3               | 0                | 3                 | 6     |
| 3     | Cuba            | 2               | 0                | 1                 | 3     |
| 4     | China           | 2               | 0                | 0                 | 2     |
| 5     | França          | 1               | 2                | 4                 | 7     |
| 6     | Grã-Bretanha    | 1               | 2                | 0                 | 3     |
| 7     | Rússia          | 1               | 1                | 1                 | 3     |
| 8     | Brasil          | 1               | 0                | 1                 | 2     |
| 8     | Hungria         | 1               | 0                | 1                 | 2     |
| 8     | Coreia do Norte | 1               | 0                | 1                 | 2     |
| 11    | Ucrânia         | 0               | 1                | 2                 | 3     |
| 12    | Argélia         | 0               | 1                | 1                 | 2     |
| 12    | Áustria         | 0               | 1                | 1                 | 2     |
| 14    | Grécia          | 0               | 1                | 0                 | 1     |
| 14    | Alemanha        | 0               | 1                | 0                 | 1     |
| 14    | Itália          | 0               | 1                | 0                 | 1     |
| 17    | Eslovénia       | 0               | 0                | 2                 | 2     |
| 17    | Bielorrússia    | 0               | 0                | 2                 | 2     |
| 19    | Coreia do Sul   | 0               | 0                | 1                 | 1     |
| 19    | Azerbaijão      | 0               | 0                | 1                 | 1     |
| 19    | Irã             | 0               | 0                | 1                 | 1     |
| 19    | Espanha         | 0               | 0                | 1                 | 1     |
| 19    | Geórgia         | 0               | 0                | 1                 | 1     |
| 19    | Roménia         | 0               | 0                | 1                 | 1     |
| 19    | Portugal        | 0               | 0                | 1                 | 1     |
| 19    | Mongólia        | 0               | 0                | 1                 | 1     |
| 19    | Bélgica         | 0               | 0                | 1                 | 1     |
| Total | Total           | 16              | 16               | 32                | 64    |

## Resultados

### Masculino

#### 60 kg
| Posição | Judoca             | País          |
| ------- | ------------------ | ------------- |
| 1.      | Craig Fallon       | Grã-Bretanha  |
| 2.      | Ludwig Paischer    | Áustria       |
| 3.      | Cho Nam-Suk        | Coreia do Sul |
| 3.      | Nijat Shikhalizade | Azerbaijão    |
| 5.      | Salamat Utarbajew  | Cazaquistão   |
| 5.      | Revazi Zintiridis  | Grécia        |
| 7.      | Gal Yekutiel       | Israel        |
| 7.      | David Larose       | França        |

#### 66 kg
| Posição | Judoca            | País          |
| ------- | ----------------- | ------------- |
| 1.      | João Derly        | Brasil        |
| 2.      | Masato Uchishiba  | Japão         |
| 3.      | Arash Miresmaili  | Irã           |
| 3.      | Miklós Ungvári    | Hungria       |
| 5.      | Oscar Peñas       | Espanha       |
| 5.      | David Margoshvili | Geórgia       |
| 7.      | Dex Elmont        | Países Baixos |
| 7.      | Amin El Hady      | Egito         |

#### 73 kg
| Posição | Judoca                | País          |
| ------- | --------------------- | ------------- |
| 1.      | Ákos Braun            | Hungria       |
| 2.      | Francesco Bruyere     | Itália        |
| 3.      | Kiyoshi Uematsu       | Espanha       |
| 3.      | Gennadiy Bilodid      | Ucrânia       |
| 5.      | Claudiu Bastea        | Roménia       |
| 5.      | Henri Schoeman        | Países Baixos |
| 7.      | Krzysztof Wilkomirski | Polónia       |
| 7.      | Leandro Guilheiro     | Brasil        |

#### 81 kg
| Posição | Judoca               | País          |
| ------- | -------------------- | ------------- |
| 1.      | Guillaume Elmont     | Países Baixos |
| 2.      | Abderahmane Benamadi | Argélia       |
| 3.      | Takashi Ono          | Japão         |
| 3.      | Roman Gontyuk        | Ucrânia       |
| 5.      | Anthony Rodriguez    | França        |
| 5.      | Kim Min-Kyu          | Coreia do Sul |
| 7.      | Alexei Budolin       | Estónia       |
| 7.      | Dmitri Nossov        | Rússia        |

#### 90 kg
| Posição | Judoca                | País          |
| ------- | --------------------- | ------------- |
| 1.      | Hiroshi Izumi         | Japão         |
| 2.      | Ilias Iliadis         | Grécia        |
| 3.      | Mark Huizinga         | Países Baixos |
| 3.      | Andrey Kazusenok      | Bielorrússia  |
| 5.      | Przemyslaw Matyjaszek | Polónia       |
| 5.      | Hisham Mesbah         | Egito         |
| 7.      | Khasanbi Taov         | Rússia        |
| 7.      | Maxim Rakov           | Cazaquistão   |

#### 100 kg
| Posição | Judoca         | País         |
| ------- | -------------- | ------------ |
| 1.      | Keiji Suzuki   | Japão        |
| 2.      | Vitaly Bubon   | Ucrânia      |
| 3.      | Dmitri Kabanov | Rússia       |
| 3.      | Luciano Corrêa | Brasil       |
| 5.      | Juri Rybak     | Bielorrússia |
| 5.      | Abbas Fallah   | Irã          |
| 7.      | Dániel Hadfi   | Hungria      |
| 7.      | Primoz Ferjan  | Eslovénia    |

#### +100 kg
| Posição | Judoca               | País    |
| ------- | -------------------- | ------- |
| 1.      | Aleksandr Mikhailine | Rússia  |
| 2.      | Yasuyuki Muneta      | Japão   |
| 3.      | Pierre Robin         | França  |
| 3.      | Lasha Gujejiani      | Geórgia |
| 5.      | Paolo Bianchessi     | Itália  |
| 5.      | Oscar Breison        | Cuba    |
| 7.      | Andrian Kordon       | Israel  |
| 7.      | Mohamed Reza Rodaki  | Irã     |

#### Open
| Posição | Judoca               | País          |
| ------- | -------------------- | ------------- |
| 1.      | Dennis van der Geest | Países Baixos |
| 2.      | Tamerlan Tmenov      | Rússia        |
| 3.      | Juri Rybak           | Bielorrússia  |
| 3.      | Yohei Takai          | Japão         |
| 5.      | Jang Sung-ho         | Coreia do Sul |
| 5.      | Georgi Kizilashvili  | Geórgia       |
| 7.      | Abdullo Tangriev     | Uzbequistão   |
| 7.      | Martin Padar         | Estónia       |

### Feminino

#### 48 kg
| Posição | Judoca                 | País            |
| ------- | ---------------------- | --------------- |
| 1.      | Yanet Bermoy           | Cuba            |
| 2.      | Frédérique Jossinet    | França          |
| 3.      | Alina Dumitru          | Roménia         |
| 3.      | Soraya Haddad          | Argélia         |
| 5.      | Ann Simons             | Bélgica         |
| 5.      | Pak Ok-Song            | Coreia do Norte |
| 7.      | Gereltuya Erdenechimeg | Mongólia        |
| 7.      | Kayo Kitada            | Japão           |

#### 52 kg
| Posição | Judoca                | País            |
| ------- | --------------------- | --------------- |
| 1.      | Li Ying               | China           |
| 2.      | Yuki Yokosawa         | Japão           |
| 3.      | An Kum-Ae             | Coreia do Norte |
| 3.      | Telma Monteiro        | Portugal        |
| 5.      | Ioana Aluas           | Roménia         |
| 5.      | Ludmila Bogdanova     | Rússia          |
| 7.      | Zaimaris Calderon     | Cuba            |
| 7.      | Mönkhbaataryn Bundmaa | Mongólia        |

#### 57 kg
| Posição | Judoca                     | País            |
| ------- | -------------------------- | --------------- |
| 1.      | Kye Sun-Hui                | Coreia do Norte |
| 2.      | Yvonne Bönisch             | Alemanha        |
| 3.      | Sabrina Filzmoser          | Áustria         |
| 3.      | Khishigbatyn Erdenet-Od    | Mongólia        |
| 5.      | Isabel Fernández           | Espanha         |
| 5.      | Yurisleidys Lupetey        | Cuba            |
| 7.      | Inga Gołaszewska-Kołodziej | Polónia         |
| 7.      | Fanny Riaboff              | França          |

#### 63 kg
| Posição | Judoca                 | País          |
| ------- | ---------------------- | ------------- |
| 1.      | Lucie Decosse          | França        |
| 2.      | Ayumi Tanimoto         | Japão         |
| 3.      | Driulis González       | Cuba          |
| 3.      | Urška Žolnir           | Eslovénia     |
| 5.      | Anna Von Harnier       | Alemanha      |
| 5.      | Marie-Hélène Chisholm  | Canadá        |
| 7.      | Elisabeth Willeboordse | Países Baixos |
| 7.      | Lee Bok-Hee            | Coreia do Sul |

#### 70 kg
| Posição | Judoca            | País          |
| ------- | ----------------- | ------------- |
| 1.      | Edith Bosch       | Países Baixos |
| 2.      | Gévrise Emane     | França        |
| 3.      | Catherine Jacques | Bélgica       |
| 3.      | Rasa Sraka        | Eslovénia     |
| 5.      | Annett Böhm       | Alemanha      |
| 5.      | Maryna Pryshchepa | Ucrânia       |
| 7.      | Sagat Abikeeva    | Cazaquistão   |
| 7.      | Bae Eun-Hye       | Coreia do Sul |

#### 78 kg
| Posição | Judoca           | País          |
| ------- | ---------------- | ------------- |
| 1.      | Yurisel Laborde  | Cuba          |
| 2.      | Sae Nakazawa     | Japão         |
| 3.      | Claudia Zwiers   | Países Baixos |
| 3.      | Céline Lebrun    | França        |
| 5.      | Lucia Morico     | Itália        |
| 5.      | Marianne Morawek | Áustria       |
| 7.      | Amy Cotton       | Canadá        |
| 7.      | Rachel Wilding   | Grã-Bretanha  |

#### +78 kg
| Posição | Judoca               | País          |
| ------- | -------------------- | ------------- |
| 1.      | Tong Wen             | China         |
| 2.      | Karina Bryant        | Grã-Bretanha  |
| 3.      | Anne-Sophie Mondière | França        |
| 3.      | Maki Tsukada         | Japão         |
| 5.      | Tea Donguzashvili    | Rússia        |
| 5.      | Carola Uilenhoed     | Países Baixos |
| 7.      | Geovanna Blanco      | Venezuela     |
| 7.      | Jeong Ji-Won         | Coreia do Sul |

#### Open
| Posição | Judoca               | País          |
| ------- | -------------------- | ------------- |
| 1.      | Midori Shintani      | Japão         |
| 2.      | Karina Bryant        | Grã-Bretanha  |
| 3.      | Carola Uilenhoed     | Países Baixos |
| 3.      | Anne-Sophie Mondière | França        |
| 5.      | Yuliya Barysik       | Bielorrússia  |
| 5.      | Lucija Polavder      | Eslovénia     |
| 7.      | Tsvetana Bozhilova   | Bulgária      |
| 7.      | Verena Birndorfer    | Alemanha      |